# Exechia nigrofusca
Exechia nigrofusca är en tvåvingeart som beskrevs av Lundstrom 1909. Exechia nigrofusca ingår i släktet Exechia och familjen svampmyggor. Enligt den finländska rödlistan är arten nära hotad i Finland. Arten är reproducerande i Sverige. Artens livsmiljö är lundskogar. Inga underarter finns listade i Catalogue of Life.